# Bahnhof Treffurt

Der Bahnhof Treffurt ist der frühere Bahnhof der Stadt Treffurt im Wartburgkreis in Thüringen. Der ehemalige Trennungsbahnhof liegt südlich der Altstadt von Treffurt an der früheren Bahnstrecke Schwebda–Wartha und war Ausgangspunkt der Bahnstrecke Treffurt–Mühlhausen.

## Geschichte
Am 1. Mai 1902 wurde der Abschnitt Schwebda–Treffurt der Bahnstrecke Schwebda–Wartha feierlich eröffnet und damit eine durchgängige Eisenbahnverbindung von Treffurt über Wanfried nach Eschwege geschaffen. Bis 1907 wurde die Strecke von Treffurt in östliche Richtung über Falken, Mihla und Creuzburg nach Wartha verlängert, wo sie im Bahnhof Wartha (Werra) an die Thüringer Bahn im Abschnitt Bebra–Eisenach anband. Mit der Streckenverlängerung ging ein Umbau und Erweiterung des Bahnhofes Treffurt einher, der unter anderem einen Wasserturm und einen siebenständigen Lokschuppen samt Drehscheibe erhielt.
Am 1. April 1911 folgte die Eröffnung der Bahnstrecke Mühlhausen–Treffurt, welche die Stadt mit Heyerode und Mühlhausen/Thüringen im Nordosten verband.
Durch den Zweiten Weltkrieg fand der Bahnbetrieb in Treffurt ein jähes Ende. Auf Grund des Vorrückens US-amerikanischer Truppen sprengte die zurückweichende Wehrmacht am 1. April 1945 zwischen Falken und Mihla mehrere Brücken der Eisenbahnlinie über die Werra, so dass ein Eisenbahnverkehr von Treffurt in Richtung Mihla/Eisenach ab diesem Tag nicht mehr möglich war. Die Verbindung nach Schwebda und Eschwege wurde wegen der zwischen Treffurt und Heldra verlaufenden Grenze der sowjetischen und der amerikanischen Besatzungszone und der beginnenden Abriegelung der Innerdeutschen Grenze unterbrochen, der Verkehr wurde am 3. Juli 1945 eingestellt. Lediglich der Eisenbahnverkehr von und nach Mühlhausen wurde vorerst unter schwierigsten Bedingungen aufrechterhalten.
1952 wurde, da diese Strecke westlich von Treffurt ein Stück über hessisches Territorium führte, die Bahnstrecke in Richtung Mühlhausen stillgelegt und damit der Bahnbetrieb im Bahnhof Treffurt ganz eingestellt. Unmittelbar nach der Betriebseinstellung erfolgte der Rückbau der Gleisanlagen. Damit zerschlugen sich auch Hoffnungen auf einen Wiederaufbau der Strecke in Richtung Eisenach, der noch 1951 diskutiert wurde.
Die Hochbauten des Bahnhofes wurden anderweitiger Nutzung zugeführt. Auf dem früheren Gleisfeld hinter dem Empfangsgebäude entstanden Wohnhäuser und in den 2000er Jahren ein Lebensmittelmarkt.

## Gebäude
Das frühere Empfangsgebäude, ein verputzter zweigeschossiger Massivbau mit abgewalmten Ziegeldach und angebautem Güterschuppen aus Fachwerk, steht heute unter Denkmalschutz. Es beherbergt Wohnungen und kleinere Einzelhandelsbetriebe sowie seit Herbst 2020 eine Filiale der Wartburgsparkasse.
Zum Bahnhofsgelände zählte neben dem Empfangsgebäude seit der Erweiterung 1907 ein kleines Bahnbetriebswerk, welches über einen Wasserturm, einen siebenständigen Lokschuppen und davor über eine Drehscheibe verfügte. Der Lokschuppen beherbergte nach der Einstellung des Eisenbahnbetriebes und der Demontage der Gleisanlagen eine Außenstelle des VEB Kraftverkehr Eisenach und diente als Unterstellhalle für Omnibusse.
Der als technisches Denkmal denkmalgeschützte Wasserturm ist heute in Privatbesitz und dient als Wohnung. Für seine Sanierung erhielt der Eigentümer 2004 den Thüringer Denkmalschutzpreis.

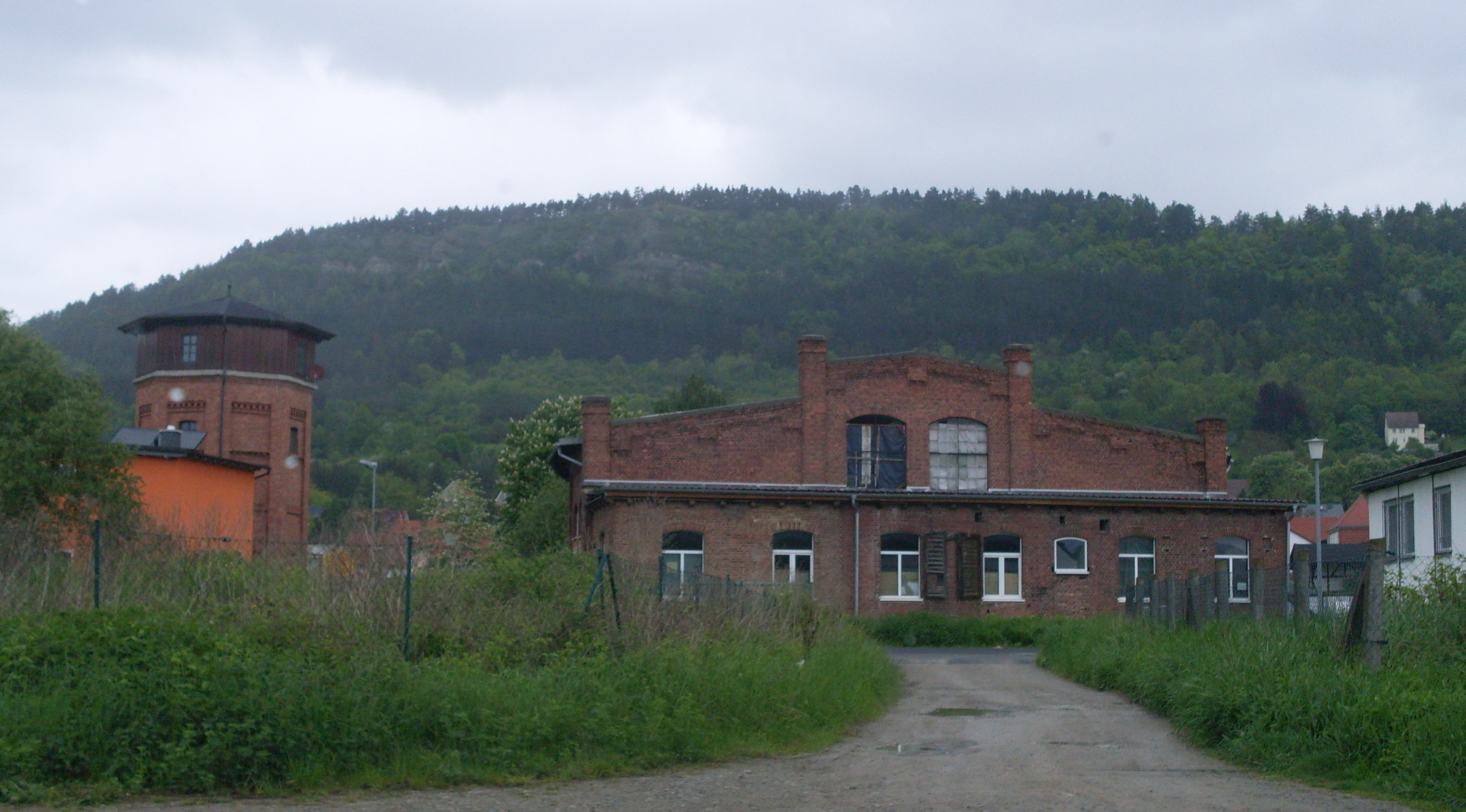
Wasserturm und Lokschuppen von Süden
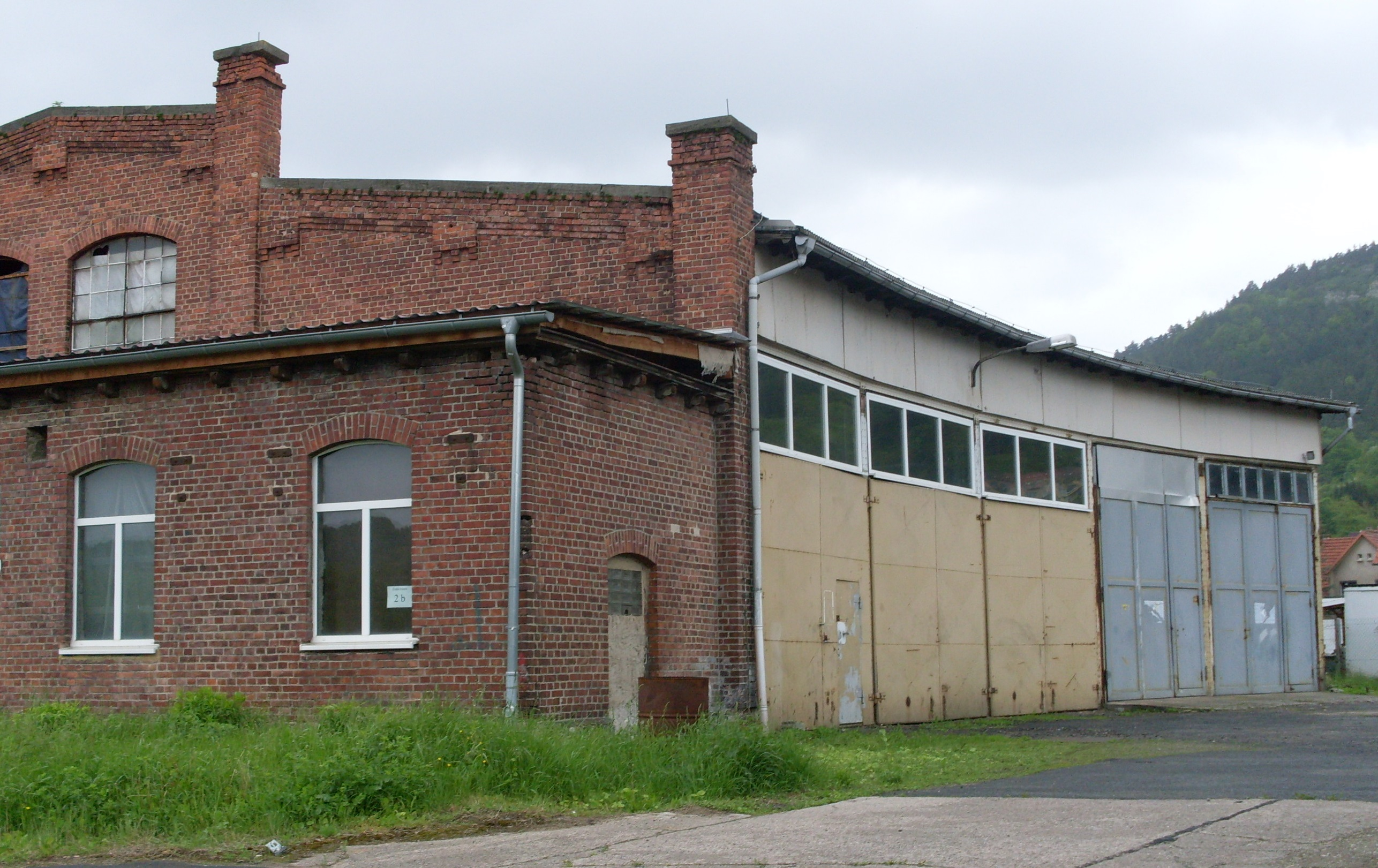
Der frühere Lokschuppen, Nahansicht